# Isauro Martínez

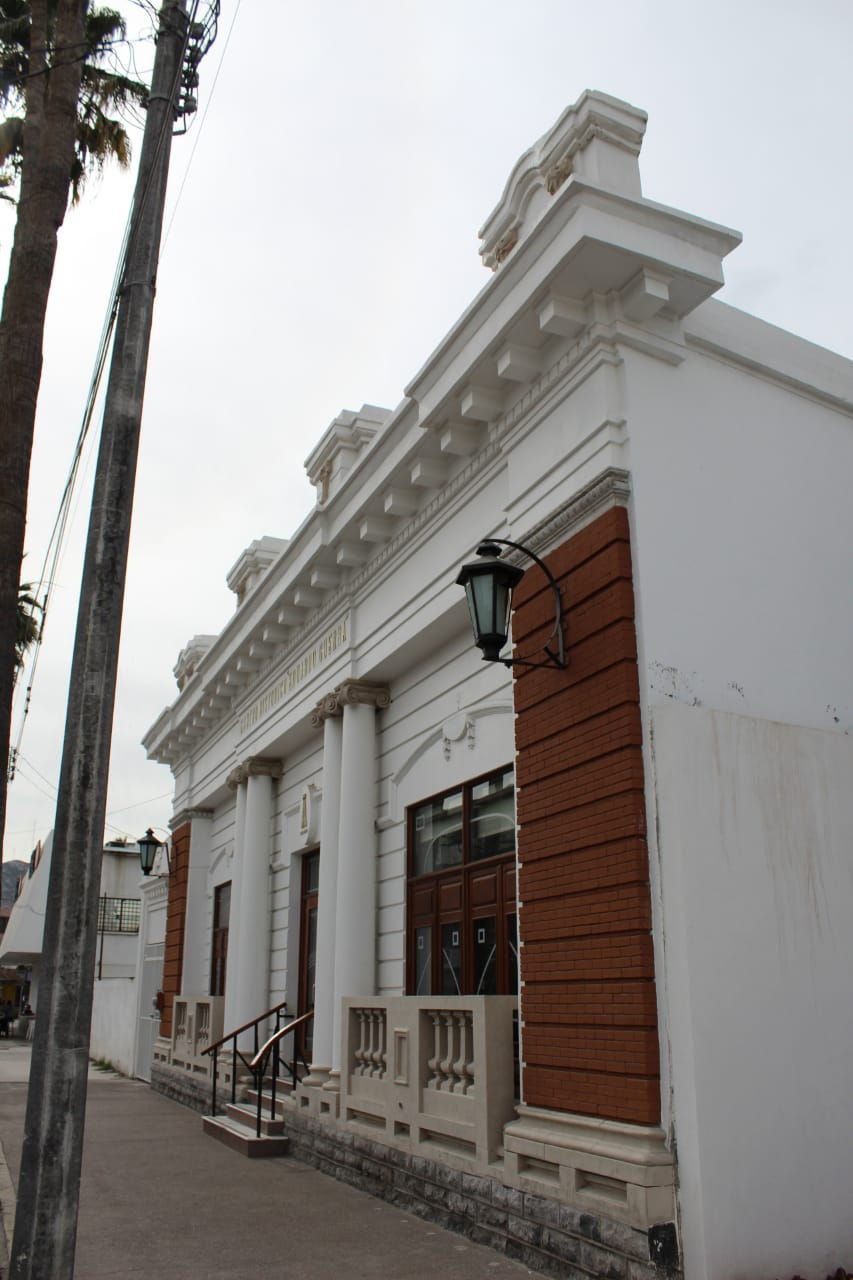
Casa de Isauro Martínez en la calle Manuel Acuña 140. Actualmente alberga el archivo municipal de Torreón

Isauro Martínez Puente (1876, Hacienda del Mezquite, Zacatecas, México) fue un empresario de espectáculos mexicano. Sus actividades las desarrolló en la ciudad de Torreón, Coahuila. Entre 1909 y 1910 fundó la Compañía Cinematográfica de Torreón para explotar la Carpa Pathé, entre 1917 y 1918, el Cine Imperio, en 1919 el Teatro Princesa, en 1923 el Teatro Royal, y en 1930, el Teatro Isauro Martínez. Este último, cuyo diseño  mezcla estilos gótica, bizantino y morisco, es muy similar al teatro inaugurado en 1927 en la ciudad de St. Joseph, Misuri, en los Estados Unidos. El Teatro Martínez es considerado actualmente, por diversas guías turísticas, como uno de los teatros más emblemáticos de México. Martínez llegó también a tener cines en las ciudades de Durango, Gómez Palacio, Lerdo y MatamorosEl empresario murió en el año de 1957.

## Biografía
Isauro Martínez migró a Torreón en 1898 atraído por las posibilidades de empleo que ofrecía esta región. En 1906 formó una sociedad mercantil con Francisco J. Lozano para la compra y venta de mercancías, luego la ampliaron a la venta de terrenos rústicos, urbanos y suburbanos, así como de materiales de construcción. 
Isauro se casó con Juana Ibarra y tuvo cinco hijos, todos nacidos en Torreón: Margarita (1899), Isauro (1903), Judith (1905), Enrique (1907) y María Luisa (1909). 